# Megacormus
Genre
Megacormus est un genre de scorpions de la famille des Euscorpiidae.

## Distribution
Les espèces de ce genre sont endémiques du Mexique.

## Liste des espèces
Selon The Scorpion Files (30/07/2023) :
- Megacormus franckei Kovařík, 2019
- Megacormus gertschi Díaz Nájera, 1966
- Megacormus granosus (Gervais, 1843)
- Megacormus grubbsi Sissom, 1994
- Megacormus orizaba Teruel, Kovařík, Lowe & Šťáhlavský, 2023
- Megacormus seductus Teruel, Kovařík, Lowe & Šťáhlavský, 2023
- Megacormus segmentatus Pocock, 1900
- Megacormus xichu González-Santillán, González-Ruíz & Escobedo-Morales, 2017

## Systématique et taxinomie
Ce genre a été décrit par Karsch en 1881.

## Publication originale
- Karsch, 1881 : « Ueber eine neue Gattung Skorpione. » Archiv für Naturgeschichte, vol. 47, no 1, p. 16–18 (texte intégral).